# Степанівський район
Степанівський райо́н — колишній район Сумської округи.

## Історія
Утворений 7 березня 1923 року з центром в селі Степанівка у складі Сумської округи Харківської губернії з Степанівської і Терешківської волостей.
Ліквідований у 1927 році, територія перейшла до Сумського району.